# Jacquetta Hawkes

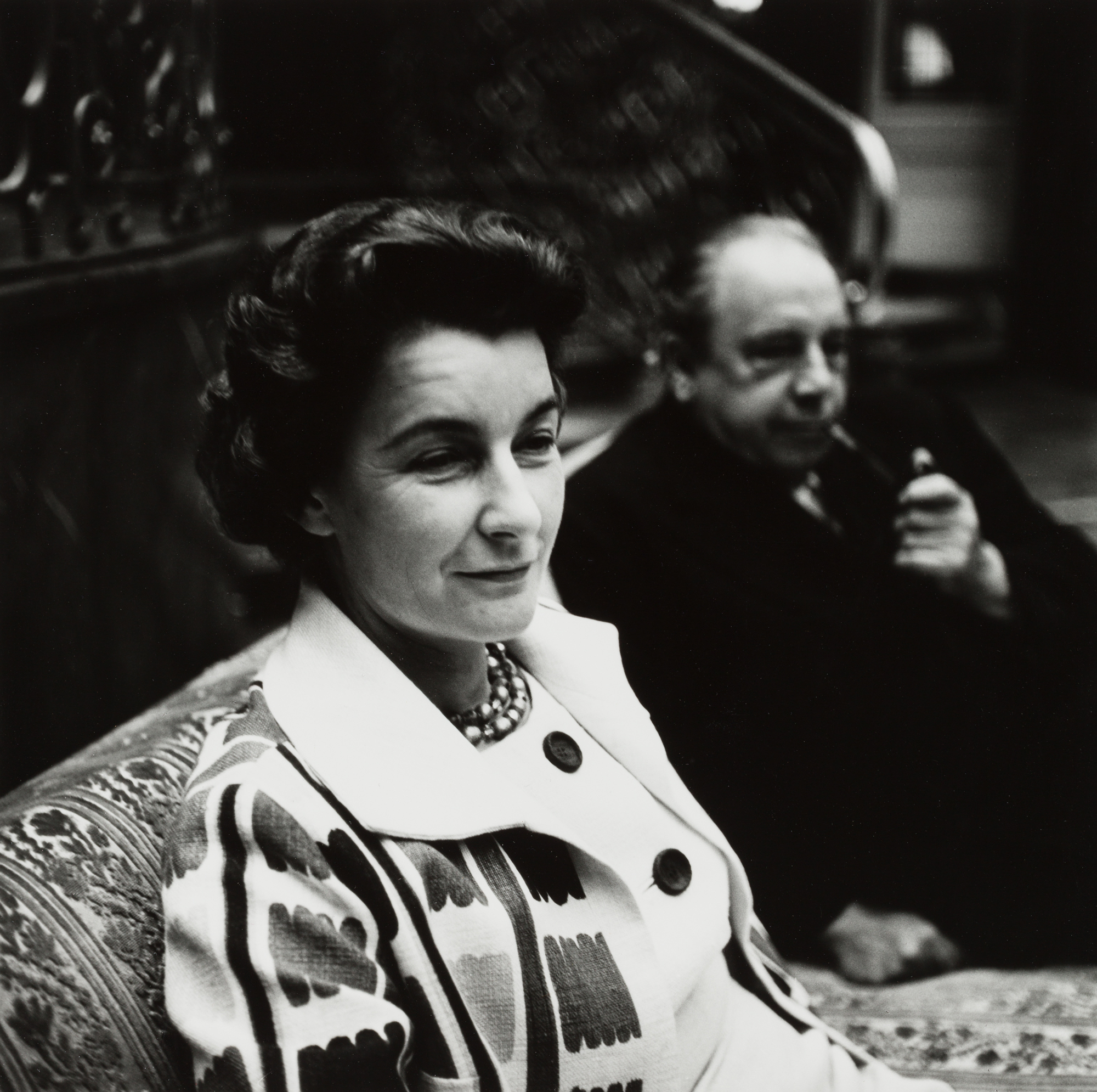
Jacquetta Hawkes und John B. Priestley (1960)

Jacquetta Hawkes (Geburtsname: Jacquetta Hopkins; * 5. August 1910 in Cambridge; † 18. März 1996) war eine britische Archäologin und Autorin.

## Leben
Nach dem Schulbesuch an der Perse School studierte die Tochter des Biochemikers und Nobelpreisträgers Frederick Gowland Hopkins als erste Frau Archäologie und Anthropologie am Newnham College der Cambridge University. Ihre erste Ausgrabung unternahm sie an der Seite des Archäologen Christopher Hawkes, den sie 1933 heiratete und mit dem sie ihre archäologischen Erfahrungen in dem Buch „Prehistoric Britain“ veröffentlichte. 1939 hat sie das Passage tomb von Harristown im County Waterford in Irland ausgegraben.
Darüber hinaus verfasste sie Bücher über Ägypten, eine Biografie über den Archäologen und wichtigsten Erforscher der Indus-Kultur Mortimer Wheeler sowie 1948 ein Buch über Poesie unter dem Titel „Symbols and Speculations“.
1953 heiratete sie nach ihrer Scheidung von Christopher Hawkes den Schriftsteller, Journalisten Literaturkritiker John Boynton Priestley und verfasste mit diesem 1955 „Journey Down the Rainbow“, eine joviale Anklage gegen den American Way of Life in Briefform.
Hawkes engagierte sich auch gesellschaftspolitisch und gehörte 1957 zu den Mitgründern der Friedensbewegung Campaign for Nuclear Disarmament. Außerdem war sie von 1966 bis 1979 Mitglied des Zentralkomitees der UNESCO.
Von ihr stammte auch das Zitat:
„Every age has the Stonehenge it deserves – or desires“.
Sie starb 85-jährig.

## Veröffentlichungen (Auswahl)
Zu ihren weiteren Veröffentlichungen gehören:
- The Bailiwick of Jersey (= The Archaeology of the Channel Islands. 2). Société Jersiaise, Jersey 1938.
- Early Britain. Collins, London 1945.
- A Land. Random Hause, New York NY 1951.
- (Hrsg.): The World of the Past. 2 Bände. Simon and Schuster, New York NY 1963.
- The Shell Guide to British Archaeology. Joseph, London 1986, ISBN 0-7181-2448-0.